# Masayuki Ochiai
Masayuki Ochiai (落合正幸 Ochiai Masayuki?) es un director de cine japonés, sobre todo famoso por Kansen y Saimin.

## Filmografía
1. Shutter (2008)
2. Kansen (Infection) (2004)
3. Dark Tales of Japan, episode Presentiment, (2004) (TV)
4. Yo nimo kimyo na monogatari - Eiga no tokubetsuhen (Tales of the Unusual) (segment "One Snowy Night") (2000)
5. Saimin (Hypnosis) (1999)
6. Parasaito Ivu (Parasite Eve) (1997)